# Marek Stolarczyk
Marek Stolarczyk (ur. 10 czerwca 1964) – polski lekkoatleta, specjalizujący się w rzucie dyskiem, mistrz Polski.

## Kariera sportowa
Występował w barwach Zagłębia Lubin, Orła Polkowice i Browaru Schöller Namysłów.
Na mistrzostwach Polski seniorów zdobył pięć w rzucie dyskiem: złoty w 1993, srebrne w 1991 i 1997 i brązowe w 1992 i 1994.
Pracuje jako nauczyciel wychowania fizycznego, startuje w zawodach weteranów. W 2006 został mistrzem Europy weteranów w rzucie dyskiem i pchnięciu kulą (kat. 40), w 2010 wicemistrzem Europy w rzucie dyskiem (kat. 45), w 2012 wicemistrzem Europy w pięcioboju rzutowym. W 2013 został zajął 2. miejsce w rzucie dyskiem i pchnięciu kulą i 3. miejsce w pięcioboju rzutowym w World Masters Games. W 2015 został halowym wicemistrzem Europy w pchnięciu kulą i rzucie dyskiem, a także zajął 3. miejsce w rzucie ciężarkiem. W 2015 został mistrzem świata weteranów w pchnięciu kulą i wicemistrzem świata w rzucie dyskiem, a także 3. miejsce w pięcioboju rzutowym, w 2019 zwyciężył w halowych mistrzostwach Europy w rzucie dyskiem.
Rekord życiowy w rzucie dyskiem: 59,12 (25.07.1993).